# Tal-Gemeinde

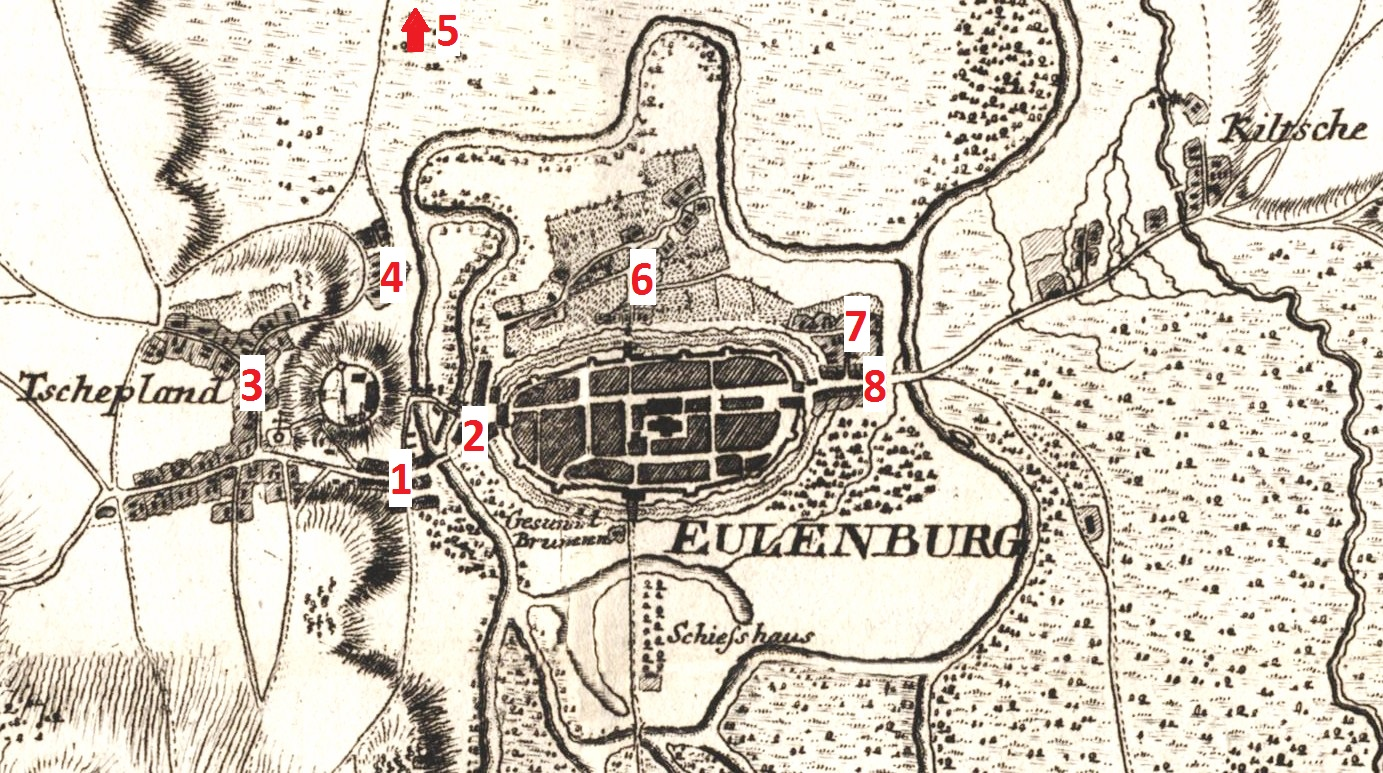
Die Cabinetskarte (1762) von Isaak Jacob von Petri gibt einen Überblick über Eilenburg und seine Vorstädte:
(1) Sand-Gemeinde
(2) Leipziger Steinweg
(3) Zscheppelende
(4) Tal-Gemeinde
(5) Hainichen
(6) Hinterstadt
(7) Gassen-Gemeinde
(8) Torgauer Steinweg

Tal (auch Tal-Gemeinde oder Thal) war eine Gemeinde im Amt Eilenburg und ab 1815 im Landkreis Delitzsch. Der Ort war als Amtsdorf nicht schriftsässig und zählte zu den acht Vorstädten von Eilenburg. Er befand sich am Fuß der Burg Eilenburg nordwestlich des Kernstadtgebiets von Eilenburg. Das Dorf lag in der Schloßaue im Bereich der heutigen Degenkolbstraße und wuchs zu Beginn des 19. Jahrhunderts Richtung Süden entlang der heutigen Mühlstraße.

## Geschichte
Die Gemeinde wurde 1394 erstmals als in dem Tal erwähnt. Sie war nach der Marienkirche gepfarrt. Im Jahr 1601 entzündete ein Büchsenschuss ein Großfeuer, dem acht Häuser auf dem Berg und in der Tal-Gemeinde zum Opfer fielen. Im Jahr 1803 ließ sich der Textilfabrikant Johann Jacob Bodemer mit einer Kattunmanufaktur in der Gemeinde nieder. Diese erste große Betriebsansiedlung markiert den Eintritt der Stadt Eilenburg in das Industriezeitalter. Am 9. April 1856 wurde die Industrievorstadt nach Eilenburg eingemeindet. Einige Bauten aus der Frühzeit der Industrialisierung wie der Verkaufsraum und der Fabrikantensitz sind noch erhalten, jedoch dem Verfall preisgegeben. Im Verlauf der Mühlstraße finden sich Beispiele der Industriearchitektur um die Jahrhundertwende.
1551 lebten in dem Dorf zwölf "besessene Mann und fünf Inwohner", im Jahr 1747 wurden 14 Gärtner mit 1 1/6 Hufen gezählt.